# Бугульма-Рунако
«Бугульма-РУНАКО» — российский футбольный клуб из Бугульмы. В соревнованиях команд мастеров носил названия «Нефтяник» и «Планета».

## Прежние названия
- 1965—1976 — «Нефтяник»
- 1977—1993 — «Энергетик»
- 1994—1997 — «Планета»
- 1998—2010 — «Нефтяник»
- 2011 — «Бугульма»
- 2012—2019 — «Бугульма-РУНАКО»

## История
Основан в 1965 году. В розыгрыше первенства СССР впервые появился в 1965 году в классе «Б», 2-я зона РСФСР, занял 9-е место. Выступал в соревнованиях команд мастеров в 1965—1969 годах. В 1969 году добился своего лучшего результата, заняв 2-е место в зональном турнире, однако на следующий сезон решил продолжать участие в соревнованиях коллективов физкультуры.
В 1994 году стал бронзовым призёром чемпионата России среди любителей. В 1995—1997 годах участвовал в соревнованиях третьей лиги ПФЛ (лучшее достижение — 7-е место в 5-й зоне в 1995 году). В 1998—2000 годах играл в первенстве России среди КФК.
С 2001 года — участник чемпионата Республики Татарстан, неоднократно становился чемпионом и обладателем кубка республики (в 2020 году в чемпионате и кубке Татарстана участия не принимал).

### С 2021
В 2021 году в чемпионат и кубок Татарстана заявлена команда «Нефтяник» — «новый проект с историческим названием», команда образована объединением двух ведущих команд города — «Бугульмы-РУНАКО» и «Энергетика». В чемпионате Татарстана 2021 года занял 2-е место.

## Достижения
Чемпионат СССР
- 2-е место в классе «Б»Д-3 (РСФСР, 5 зона): 1969

Первенство России
- 6-е место в 6-й зоне Третьей лиги: 1996

Чемпионат России среди любителей (КФК)
- Бронзовый призёр: 1994 (в зоне «Поволжье-А» — победитель)

Чемпионат Республики Татарстан
- Чемпион — 1996, 2006, 2013, 2014, 2017, 2018, 2019
- Серебряный призёр — 2003, 2004, 2015
- Бронзовый призёр — 2001, 2002, 2005, 2007, 2008, 2009, 2012

Кубок Республики Татарстан
- Обладатель Кубка: 2003, 2013, 2016, 2018 , 2019
- Финалист: 2004, 2005, 2015

Суперкубок Татарстана
- Победитель — 2014, 2015, 2018, 2019

Кубок СССР
- 1/256 финала: 1966/67

Кубок России
- 1/64 финала: 1997/98

## Тренеры
- Мочалов Николай Петрович (1965—1966)
- Бобек Герман Георгиевич (1995—1997)